# ジェレミー・ソーハン
ジェレミー・ジュリアス・ソーハン（Jeremy Juliusz Sochan, 2003年5月20日 - ）は、ポーランドのプロバスケットボール選手。アメリカ合衆国オクラホマ州ガイモン出身。NBAのサンアントニオ・スパーズに所属している。ポジションはパワーフォワードまたはスモールフォワード。

## 経歴

### 生い立ち
アメリカ人の父とポーランド人の母の間に生まれる。幼少期の大半をイングランドのミルトン・キーンズで過ごした。

### ハイスクール
イッチェン・カレッジに進学し、その後ラ・ルミエール・スクールへ転校した。高校在学中の2019年にはU-16ヨーロッパ選手権のポーランド代表に選出され、ディビジョンBのMVPを受賞した。

### プロB
2020年に新型コロナウイルスの流行を理由にアメリカを去り、ドイツの3部リーグプロB所属で、レシオファーム・ウルムの育成チームであるオレンジアカデミーと契約した。また、同年7月にはベイラー大学へのコミットを発表した。

### カレッジ
ドイツで1年間プレーした後、ベイラー大学へ進学した。
2021-22シーズンは主にベンチ出場から平均9.2得点、6.4リバウンドの成績を記録し、ビッグ12カンファレンスのシックスマン賞を受賞した。シーズン終了後に2022年のNBAドラフトへアーリーエントリーした。

### サンアントニオ・スパーズ
ドラフト全体9位でサンアントニオ・スパーズから指名され、2022年7月8日に契約した。

## 代表歴
ポーランド代表として2022年のユーロバスケット予選に出場している。2025年ユーロバスケットは地元ポーランド開催であったが、ふくらはぎの負傷を理由に代表メンバーから外れることとなった。

## 個人成績

### NBA

#### レギュラーシーズン
| シーズン | チーム | GP  | GS  | MPG  | FG%  | 3P%  | FT%  | RPG | APG | SPG | BPG | PPG  |
| -------- | ------ | --- | --- | ---- | ---- | ---- | ---- | --- | --- | --- | --- | ---- |
| 2022–23  | SAS    | 56  | 53  | 26.0 | .453 | .246 | .698 | 5.3 | 2.5 | .8  | .4  | 11.0 |
| 2023–24  | SAS    | 74  | 73  | 29.6 | .438 | .308 | .771 | 6.4 | 3.4 | .8  | .5  | 11.6 |
| 2024–25  | SAS    | 54  | 23  | 25.3 | .535 | .308 | .696 | 6.5 | 2.4 | .8  | .5  | 11.4 |
| 通算     | 通算   | 184 | 149 | 27.3 | .468 | .290 | .725 | 6.1 | 2.8 | .8  | .5  | 11.4 |

### カレッジ
| シーズン | チーム   | GP | GS | MPG  | FG%  | 3P%  | FT%  | RPG | APG | SPG | BPG | PPG |
| -------- | -------- | -- | -- | ---- | ---- | ---- | ---- | --- | --- | --- | --- | --- |
| 2021–22  | ベイラー | 30 | 1  | 25.1 | .474 | .296 | .589 | 6.4 | 1.8 | 1.3 | .7  | 9.2 |